# هابی ژاپن
هابی ژاپن (انگلیسی: Hobby Japan) شرکت انتشارات ژاپنی است، که در سال ۱۹۶۹ تأسیس شد.